# Fan Bingbing
Fan Bingbing (em chinês:  范冰冰, transl. Fàn Bīngbīng, pronúncia chinesa: [fân píŋ.píŋ] (escutarⓘ)), nascida em 16 de setembro de 1981) é uma atriz, modelo, produtora televisiva e cantora. De 2013 a 2017, ela foi incluída como a celebridade mais bem paga na lista Forbes China Celebrity 100 depois de ficar no top 10 todos os anos desde 2006. Bingbing ficou mundialmente conhecida após interpretar a heroína Blink no filme X-Men: Dias de um Futuro Esquecido. Ela apareceu na lista das 100 pessoas mais influentes da revista Time em 2017.
Bingbing também é produtora, tendo iniciado seu Fan Bingbing Studio em 2007 para criar uma produções nas quais ela também estrela, em especial a aclamada minissérie A Imperatriz da China (Wu Mei Niang chuan qi, literalmente "A Lenda de Wu Mei-niang", 2014–2015); uma das produções mais caras de todos os tempos, e a mais cara da China.
Os primeiros trabalhos de Bingbing foram no cinema e na televisão do Leste Asiático, aparecendo notavelmente na série dramática My Fair Princess (Huan zhu ge ge, 1998–1999). Seu avanço ao estrelato veio com o filme Celular (Shou ji, 2003), que foi o filme de maior bilheteria da China naquele ano. Ela passou a estrelar em vários filmes chineses, que incluem Perdido em Pequim (Ping guo, 2007), Montanha do Buda (Guan yin shan, 2011) e Double Xposure (Er ci pu guang, 2012). Por ser a atração principal do filme I Am Not Madame Bovary (Wo bu shi Pan Jin Lian, 2016), Bingbing ganhou os prêmios do Festival de Prêmios Cavalo de Ouro de Taipei, do Festival Internacional de Cinema de Tóquio, do Festival Internacional de Cinema de San Sebastián e o Prêmio Galo de Ouro. Seus papéis no cinema estrangeiro incluem o filme francês Stretch (2011), o filme coreano My Way (Mai Wei, 2011), o filme de super-herói americano X-Men: Dias de um Futuro Esquecido (2014) e o filme Skiptrace (2015); de produção conjunta de Hong Kong, China e Estados Unidos.
Em 2018, Bingbing desapareceu por três meses, supostamente durante uma investigação sobre a sua situação fiscal pelas autoridades chinesas. Ela teria sido multada em uma quantia maior do que seu patrimônio líquido. Posteriormente, ela apareceu nas mídias sociais, oferecendo um pedido público de desculpas pela evasão fiscal, pela qual foi multada em mais de ¥ 883 milhões de RMB (US$ 127 milhões).

## Vida pregressa
Bingbing nasceu em Tsingtao em 16 de setembro de 1981, mas se mudou para Yantai onde reside até hoje; ambas cidades na província de Shandong. Em um programa de TV, Bingbing demonstrou seu domínio o dialeto de Shandong. Seu pai era cantor da trupe da marinha de guerra chinesa, e ela é irmã de Fan Chengcheng, cantor da boy band chinesa Nine Percent. Bingbing licenciou-se na Academia de Teatro de Xangai depois de estudar na Academia Xie Jin de Artes Visuais, anexada à Universidade Normal de Xangai.
Em 2010, ela foi incluída em primeiro lugar no ranking das "50 pessoas mais bonitas da China", pela revista Beijing News, enquanto em 2012 a Forbes a colocou em terceiro lugar na lista de celebridades da Forbes China, lista na qual alcançou a primeira posição em 2013.

## Carreira

### 1996-2006: primeiros papéis eCelular
Fan Estreou na série de televisão Powerful Woman, atuando em pequenos papéis durante 2 anos, até atingir o estrelato em 1999 através do papel coadjuvante como Jin Suo nas primeiras duas temporadas da série televisiva chinesa My Fair Princess (Huan zhu ge ge, 1998–1999) adaptada da história da escritora taiwanesa Chiung Yao. O seu nome fora recomendado pela atriz Leanne Liu, de Hong Kong. Este drama teve um grande sucesso pela Ásia, tornando Bingbing um nome familiar na região.
Em 2003, ela estrelou no filme Celular (Shou ji), que se tornou o filme de maior bilheteria do ano na China e recebeu elogios da crítica no Prêmio Cem Flores. Bingbing assinou um contrato de oito anos com a empresa de Chiung Yao, a qual produzira My Fair Princess. No entanto, como a empresa ainda não havia estabelecido nenhuma filial na China continental, muitas empresas de publicidade televisiva chinesas do continente tiveram que ligar para Taiwan para negociações, resultando em perda de tempo e esforço. Quando Bingbing e sua mãe tentaram contratar a empresa de Chiung Yao, ela pediu ¥ 1 milhão de RMB em compensação; eventualmente, o tribunal ordenou que Bingbing pagasse apenas ¥200.000 RMB porque o contrato era ilegal devido à sua idade. Fan ganhou um prêmio de Melhor Atriz no 27º Prêmio Cem Flores, e uma indicação de Melhor Atriz Iniciante no 10º Prêmio Huabiao.
Binging atuou na comédia de época The Lion Roars (Ngo ga yau yat chek hiu dung see, 2002), A Dinastia da Espada (Chin gei bin II: Faa dou dai zin, 2004), A Chinese Tall Story (Qing dian da sheng, 2005) e como uma comandante de cavalaria na cidade-estado de Liang em Confronto de Guerreiros (Mo gong, 2006); um o filme épico chinês-sul-coreano-japonês, pelo qual foi indicada ao Prêmio Bauhinia Dourada. Em 2006, a Forbes China deu a ela seu prêmio mais cobiçado, a Estrela do Ano, por sua popularidade, alta cobertura da imprensa e website ao longo daquele ano.

### 2007–2012: Ascensão à proeminência

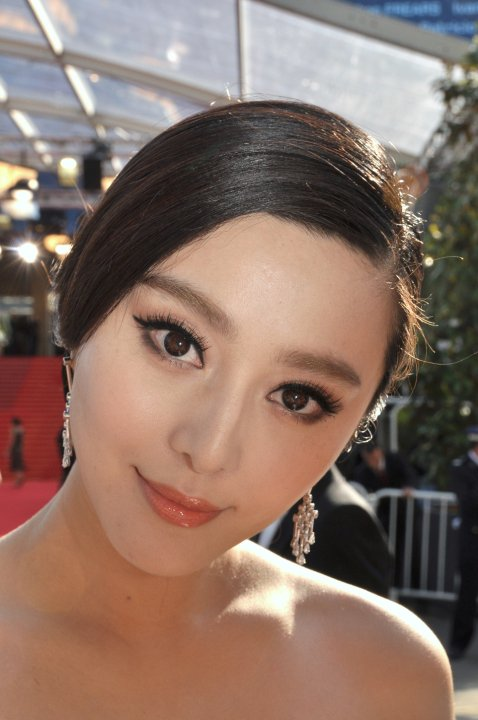
Bingbing no Festival de Cannes em 2010.

Fan Binging estrelou oito filmes em 2007, ganhando o prêmio de Melhor Atriz Coadjuvante no 44º Festival de Prêmios Cavalo de Ouro de Cinema de Taipei por seu papel em O Matrimônio (chinês: 心中有鬼; literalmente "Há um fantasma no coração"). Ela deixou a Huayi Brothers em fevereiro de 2007 e começou seu próprio estúdio, Fan Bingbing Studio. Seu filme mais notável de 2007 foi Perdido em Pequim (Ping guo), dirigido por Li Yu. Seu estúdio fez sua primeira produção televisiva com Rouge Snow (Yan Zhi Xue, 2008), adaptação do romance de mesmo nome; com 30 episódios. Bingbing desempenhou o papel principal na produção, retratando uma menina pobre que luta pela liberdade contra o destino depois de ser vendida para um clã rico e influente. Em 2009, Fan estrelou no filme de drama policial Shinjuku Incident (Xin Su shi jian) ao lado de Jackie Chan e Daniel Wu, onde foi elogiada pela crítica por sua atuação. Bingbing apareceu no filme de ação histórico Guarda-Costas e Assassinos (Shi yue wei cheng, 2009), que lhe rendeu uma indicação de Melhor Atriz Coadjuvante no Prêmio Cinematográfico de Hong Kong.
Em 2010, Fan Bingbing estrelou no épico histórico de Chen Kaige, O Sacrifício (Zhao shi gu er). Bingbing disse que escolheu o papel porque foi movida pela grande coragem da princesa Zhuang Ji e um amor maternal muito feroz. Em 24 de outubro, Montanha do Buda (Guan yin shan), estrelado por Fan, estreou no 23º Festival Internacional de Cinema de Tóquio e lhe rendeu o prêmio de Melhor Atriz. Em abril de 2010, Bingbing ficou em primeiro lugar na lista das "50 pessoas mais bonitas da China" pelo jornal Beijing News. Em 2011, ela estrelou no filme de artes marciais Shaolin (Xin shao lin si) ao lado de Andy Lau e Wu Jing, com uma aparição especial de Jackie Chan. Dirigdo por Benny Chan, Shaolin estreou como número um nas bilheterias de Hong Kong, arrecadando US$ 592.046 durante sua primeira semana, assim como primeiro lugar nas bilheterias tailandesas e cingapureanas durante a semana de abertura. O filme também foi bem recebido na Malásia, ficando em segundo lugar na primeira semana.
Em maio, Bingbing apareceu no 64º Festival de Cinema de Cannes para promover o filme sul-coreano My Way (Mai Wei, 2011) junto com o diretor Kang Je-gyu e os atores Jang Dong-gun e Joe Odagiri. Este filme é baseado na história do soldado coreano Yang Kyoungjong que supostamente foi capturado pelos americanos na Normandia, no Dia D. Segundo a história, Yang Kyoungjong foi recrutado pelo Exército Imperial Japonês, pois a Coréia era uma colônia do Japão. Sendo mobilizado para a guerra de fronteira com os soviéticos, foi capturado nas Batalhas de Khalkin Gol (1939) quando servia no Exército de Guangdong. Enviado a um Gulag, foi alistado no Exército Vermelho e capturado novamente na Terceira batalha de Carcóvia (1943). Alistado nos Ost-Bataillone ("batalhões orientais") na Wehrmacht, compostos por prisioneiros soviéticos, teria sido capturado próximo à praia de Utah no dia 6 de junho de 1944. Na época, My Way foi anunciado como o "filme coreano mais caro de todos os tempos", com um orçamento de cerca de US$ 23 milhões; e incluindo a música tema To Find My Way ("Encontrar meu caminho") interpretada por Andrea Bocelli. Apesar disso, o filme fracassou nas bilheterias. Ele encontrou uma concorrência mais forte do que o esperado de Missão: Impossível – Protocolo Fantasma, lançado em 15 de dezembro, e também recebeu uma resposta morna dos espectadores. Desde seu lançamento em 21 de dezembro até o final do ano, My Way vendeu 1,58 milhão de ingressos – apenas uma pequena fração do que seria necessário para se equilibrar os gastos de produção.
Bingbing interpretou a Imperatriz Viúva Longyu no épico histórico A Fundação de um Partido (Jian dang wei ye, 2011), que foi lançado para marcar o 90º aniversário do Partido Comunista Chinês. O filme foi criado pela estatal China Film Group e retrata a formação do Partido Comunista Chinês, começando com a queda da dinastia Qing em 1911 e terminando com o congresso de fundação do Partido em 1921. O épico é o filme irmão de A Fundação de uma República (Jian guo da ye, 2009), o ode da China Film ao 60º aniversário do estabelecimento da República Popular da China em 1949.
Em outubro, Bingbing se tornou membro do Júri da Competição Internacional do 24º Festival Internacional de Cinema de Tóquio. No primeiro semestre de 2012, ela participou de muitos desfiles de moda em Paris. Em 16 de maio, ela participou da cerimônia de abertura do 65º Festival de Cinema de Cannes como a única porta-voz global do Leste Asiático em nome da L'Oréal Paris. A Forbes classificou Fan Bingbing em terceiro lugar na lista de 100 celebridades da Forbes China de 2012 com base em seu sucesso naquele ano. No thriller psicológico Double Xposure (Er ci pu guang, 2012), que foi lançado na China em 29 de setembro, ela retrata uma menina que, após sofrer um trauma durante a infância, experimenta alucinações visuais depois de testemunhar seu pai matar sua mãe. A maioria dos críticos de cinema elogiou o desempenho de Bingbing, e ela ganhou o Prêmio Huading de Melhor Atriz. O filme foi um sucesso financeiro, com um faturamento doméstico de mais de ¥ 100 milhões de RMB, que quebrou o recorde de bilheteria para um filme de arte doméstico na China. Em 12 de dezembro, Fan apareceu em Lost in Thailand (Ren zai jiong tu: Tai jiong, 2012), no qual ela fez uma participação não-remunerada para "ajudar" seu amigo cineasta de primeira viagem, Xu Zheng. O filme quebrou o recorde de bilheteria de filmes chineses na China para se tornar um dos filmes chineses de maior bilheteria de todos os tempos.

### 2013-presente: empreendimentos internacionais e atriz estabelecida

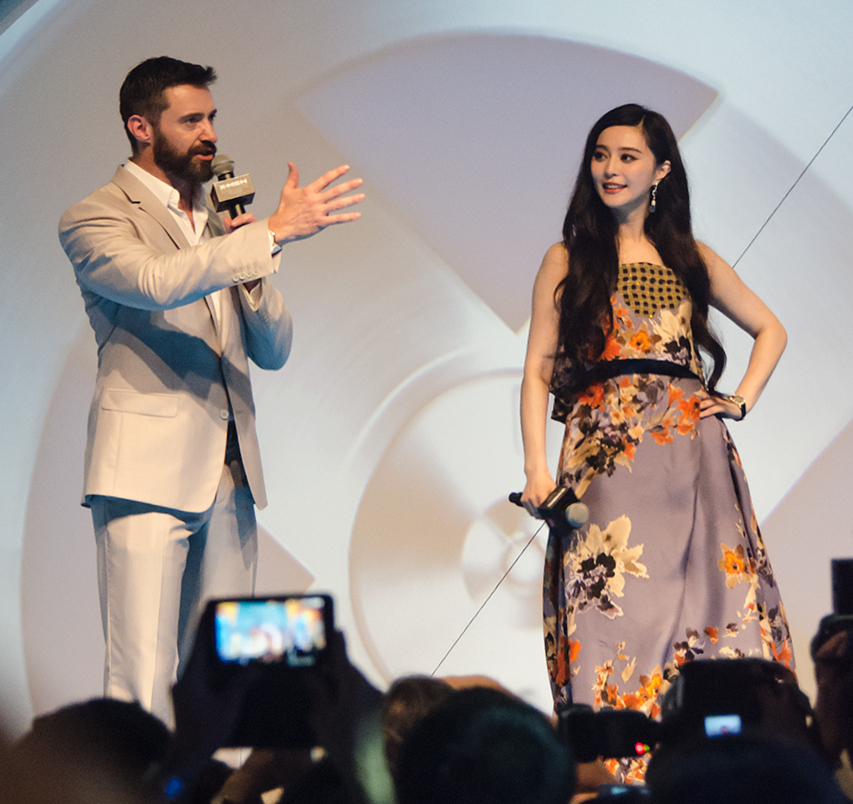
Fan Bingbing e Hugh Jackman na estreia de gala de X-Men: Dias de um Futuro Esquecido em Cingapura, em 14 de maio de 2014.

Em 2013, Bingbing apareceu como Wu Jiaqi, a assistente do Dr. Wu, na versão chinesa de Homem de Ferro 3, que foi lançada em 1º de maio. No mesmo ano, ela estrelou ao lado de Aarif Rahman na comédia romântica One Night Surprise, que foi ao ar no Dia dos Namorados chinês - o Festival Qixi. O filme, de baixo orçamento, se tornou um sucesso comercial e recebeu críticas positivas. Em 9 de dezembro de 2013, o gigante de comércio eletrônico B2C chinês do Grupo Alibaba, o Taobao, anunciou que Bingbing liderou a lista das celebridades mais valiosas para impulsionar os negócios online e disse que Fan influenciou aproximadamente US$ 74 milhões em vendas em seu site de comércio eletrônico. Em 22 de dezembro, Fan recebeu o Prêmio de Melhor Atriz e o Prêmio de Figura Mais Quente na Baidu Hot Ceremony.
A grande explosão de popularidade internacional de Fan Bingbing ocorreu em 2014, quando ela interpretou Clarice Fong, a mutante Blink, no filme de super-heróis americano X-Men: Dias de um Futuro Esquecido. Ela também anunciou que tem um contrato de quatro filmes com a 20th Century Fox, mas não apareceu em outro filme dos X-Men desde então. O governo chinês acompanha avidamente a imagem do país na mídia, seguindo a sua estratégia de poder brando, e manteve a participação de Bingbing na franquia debaixo de uma lupa. Os filmes de co-produção chinesa devem atender a requisitos principais, entre eles que pelo menos uma parte do filme seja filmado em solo chinês e que pelo menos um dos atores seja chinês (além de personagens coadjuvantes chineses). A imagem da China deve sempre ser positiva, mostrando o seu governo e forças armadas como competentes e heróicos. Isto gerou até mesmo grandes alterações em personagens estabelecidos, como o vilão Mandarim em Homem de Ferro 3. No caso de Fan Bingbing, a sua personagem Blink teve grande importância no enredo, lutando heroicamente até ao sacrifício final para salvar os demais X-Men. É graças a seus poderes de teletransporte que os X-Men podem lutar contra os Sentinelas, criando portais para que eles possam escapar, mas morrendo de modo empático no processo.
Em 31 de maio, a empresa Barbie anunciou o lançamento da boneca Fan Bingbing Celebrity Specialty em Xangai. A Louis Vuitton também escolheu Bingbing como a primeira atriz asiática a receber um vestido especialmente adaptado para o tapete vermelho.
Na série A Imperatriz da China (Wu Mei Niang chuan qi, literalmente "A Lenda de Wu Mei-niang", 2014–2015), Bingbing retrata o personagem-título Wu Zetian, a única imperatriz na história chinesa. A série de TV de 82 episódios foi transmitida pela Hunan Television de 21 de dezembro de 2014 a 5 de fevereiro de 2015 e registrou as maiores classificações do ano. No mesmo ano, ela estrelou o filme de fantasia wuxia A Bruxa de Cabelos Brancos do Reino Lunar (Bai fa mo nu zhuan zhi ming yue tian guo), que lhe valeu o prêmio de Melhor Atriz no 1º Festival de Cinema Chinês de Berlim. Ela ficou em quarto lugar na lista de atrizes mais bem pagas do mundo da Forbes em 2015. No mesmo ano, Bingbing ingressou no programa de variedades da Televisão Central da China (CCTV) como jurada em Amazing Chinese e como concorrente no reality show Challenger's Alliance.
Em 2016, Bingbing apareceu na comédia de ação Skiptrace (Jue di tao wang) novamente ao lado de Jackie Chan, além do ator americano Johnny Knoxville, o que lhe rendeu o prêmio de Melhor Atriz Coadjuvante no 1º Golden Screen Awards. Fan então estrelou em Duelo de Dinastias (Jue ji) de Guo Jingming, o primeiro filme animado por computador da China e que chegou às telas em 30 de setembro daquele ano. Ainda em 2016, Bingbing ganhou o Concha de Prata de Melhor Atriz no 64º Festival Internacional de Cinema de San Sebastián e o Prêmio Galo de Ouro de Melhor Atriz por sua atuação em I Am Not Madame Bovary (Wo bu shi Pan Jin Lian, 2016), dirigido por Feng Xiaogang.

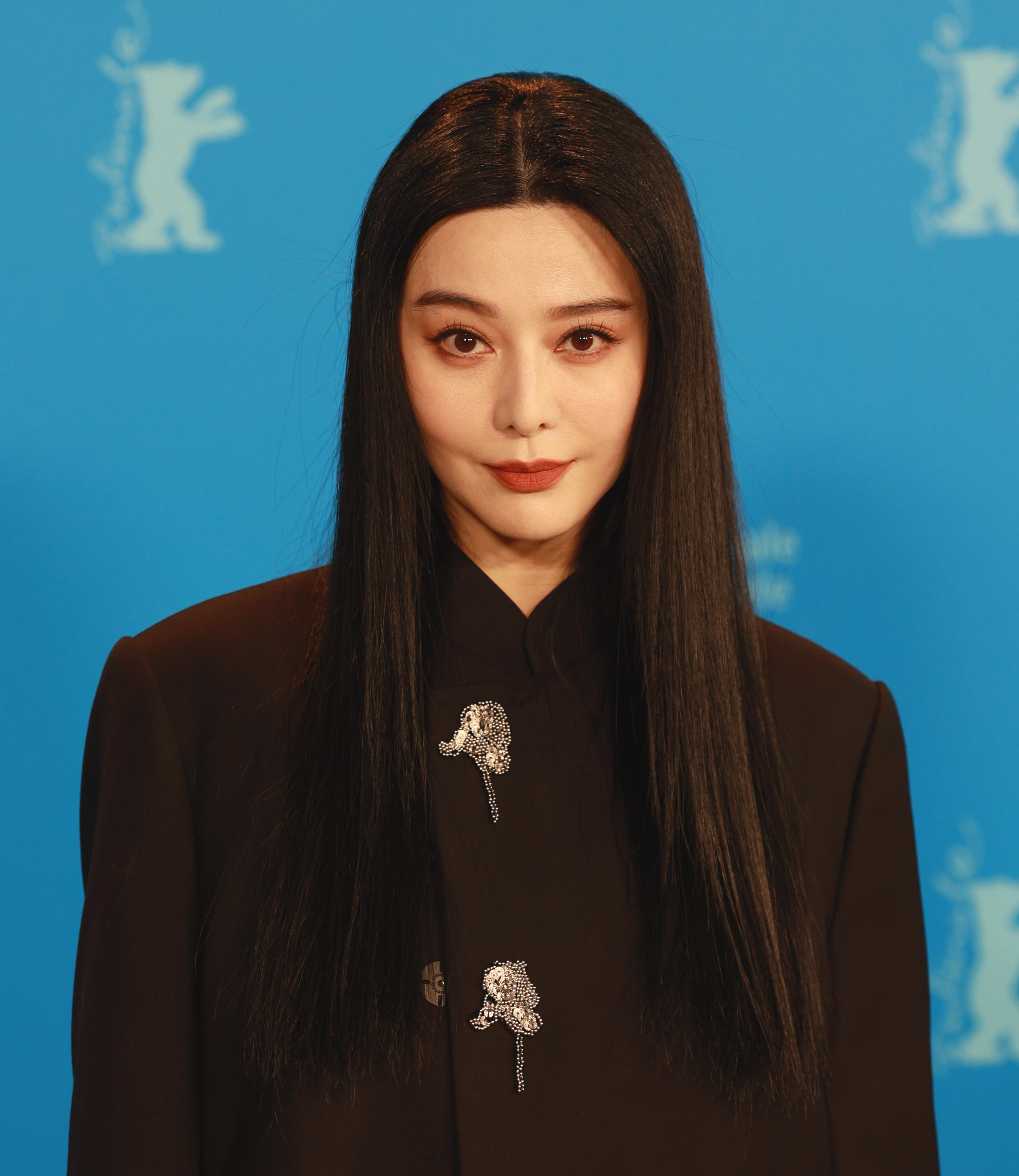
Fan Bingbing na Berlinale de 2023.

Fan foi homenageado na Time 100 Gala de 2017 em Manhattan, reconhecido na lista da revista Time das cem pessoas mais influentes de 2017. Em abril de 2017, ela foi anunciada para servir no júri do 70º Festival de Cinema de Cannes. No mesmo ano, ela estrelou em Pilotos de Elite (Kong tian lie, 2017), o primeiro filme de guerra aérea da China. A trama gira em torno de um grupo de pilotos de elite chineses cuja missão é frustrar uma trama terrorista e resolver uma crise de reféns, e foi dirigido pelo então namorado e futuro noivo de Bingbing, Li Chen. O filme teve o total apoio da Força Aérea do Exército de Libertação Popular, sendo a primeira vez que uma equipe de filmagem teve acesso às bases militares da Força Aérea chinesa para filmagem. Especialistas e treinadores militares serviram como conselheiros para o roteiro do filme, que foi escrito principalmente pelo tenente-coronel da aeronáutica Zhang Li.
Bingbing foi nomeada embaixadora global de várias marcas como ReFa Beauty Care Tools, De Beers, King Power e Montblanc. Em 2018, ela foi escalada para o filme de drama criminal de Cao Baoping, The Perfect Blue. No mesmo ano, ela foi escalada para o filme de espionagem As Agentes 355 (The 355, 2022), ao lado de Jessica Chastain, Penélope Cruz, Lupita Nyong'o, Diane Kruger, Sebastian Stan e Édgar Ramírez; foi lançado em janeiro de 2022. O título é derivado da Agente 355, a primeira mulher espiã dos Estados Unidos durante a Revolução Americana, e o enredo segue um grupo de espiãs internacionais que devem trabalhar juntas para impedir uma organização terrorista de iniciar a Terceira Guerra Mundial. Fan Bingbing é a agente Lin Mi Sheng do Ministério de Segurança do Estado chinês. O filme foi um grande fracasso de bilheteria e recebeu críticas negativas dos críticos e do público; tendo um desempenho muito abaixo do esperado, arrecadando apenas US$ 27,8 milhões em todo o mundo contra seu orçamento de US$ 40 a 75 milhões. Clarissa Loughrey, no jornal The Independent, comparou As Agentes 355 negativamente a outros thrillers de ação protagonizados por mulheres, Atomic Blonde e Mulher Maravilha, deu duas em cinco estrelas e argumentou que, apesar da premissa do filme de reverter retratos estereotipados de mulheres em filmes de espionagem, é "uma marca de progresso apenas em como parece totalmente banal". Christy Lemire do site RogerEbert.com deu ao filme uma pontuação de uma em quatro estrelas, criticando as sequências de ação, enredo e escrita. Ela ainda acrescentou que o filme "desperdiça" as principais atrizes e descreveu o diálogo como "inano". O Critical Drinker classificou as cenas de luta como horríveis e excessivamente coreografadas, com atrizes muito leves derrubando capangas muito maiores fisicamente.

## Incidente de evasão fiscal
Em 28 de maio de 2018, o âncora de TV Cui Yongyuan usou as mídias sociais para vazar um contrato redigido divulgando que Bingbing recebeu ¥ 10 milhões de RMB por seus quatro dias de trabalho no próximo filme de Feng Xiaogang, Celular 2 (2019). No dia seguinte, Cui publicou um segundo contrato redigido mostrando um valor de ¥ 50 milhões de RMB para o mesmo trabalho, sugerindo que o contrato menor destinava-se a reportar às autoridades fiscais para evitar ser tributada por sua remuneração total de ¥ 60 milhões de RMB. Essa divulgação levou as autoridades fiscais da província de Jiangsu e da cidade de Wuxi a investigarem um caso suspeito de evasão fiscal. O estúdio de Fan emitiu uma declaração negando que ela tenha assinado contratos separados para um único trabalho e afirmou que cooperaria totalmente com as autoridades na investigação e abordaria as preocupações do público.
Perguntas, preocupações e rumores sobre o paradeiro de Bingbing cresceram quando ela não foi vista após uma última aparição pública em 1º de julho de 2018 e falta de atividade nas mídias sociais após 23 de julho. Como ela foi dada como desaparecida, rumores sugeriram que Bingbing havia sido presa, mas estes não foram confirmados. Em agosto, o gerente de Bingbing, Jersey Chong, afirmou via mídia social que ela nunca fora presa. Bingbing quebrou o silêncio em 3 de outubro de 2018 com uma declaração nas mídias sociais, pedindo desculpas ao público por evasão fiscal depois que as autoridades chinesas ordenaram que ela e suas empresas pagassem cerca de ¥ 883 milhões de RMB (US$ 127,4 milhões) em impostos e penalidades para evitar processos criminais.
Boatos foram feitos de que ela teria sido colocada na lista negra do governo chinês. Até mesmo sendo removida por photoshop de um pôster. Foram feitos questionamentos sobre o futuro de Bingbing como embaixadora de marcas de luxo. Ela até mesmo teria saído irritada do Huading Awards de 2020, em Macau, depois de ser esnobada pelos organizadores. Segundo relatos, Bingbing foi originalmente programado para apresentar o Lifetime Achievement Award ao final da cerimônia. Segundo uma fonte, no entanto, depois que Bingbing esperou a noite inteira, ela de repente recebeu um aviso dos organizadores de que não subiria ao palco, pois outra pessoa apresentaria o prêmio. Segundo a mesma fonte, Bingbing estava tão irritada que foi embora enquanto a cerimônia ainda estava acontecendo. Como a comitiva de Bingbing era grande, a visão da atriz e sua equipe saindo atraiu muita atenção, com alguns comentando que Bingbing parecia muito desagradada.
Em 2 de agosto de 2019, Bingbing deu a sua primeira entrevista para a mídia ocidental após o seu desaparecimento de quatro meses (de julho a outubro de 2018), para o The New York Times. Sempre interagindo nas redes sociais com seus milhares de fãs, quando voltou manteve um perfil discreto, apenas quebrando seu silêncio de vez em quando para enaltecer o Estado chinês. Ela qualificou o seu desaparecimento como ajudando-a a se acalmar e pensar "seriamente", e pesando sua carreira disse "Ninguém pode ter uma navegação tranquila durante toda a jornada".
Rod Wye, um ex-funcionário da Embaixada Britânica em Pequim, comentou sobre o caso dizendo que o seu desaparecimento enviou a mensagem  "de que não importa o quão alto você suba, o Partido pode derrubá-lo novamente". Durante esses quatro meses de obscuridade, ela foi mantido em prisão domiciliar, sem informações para o público. O South China Morning Post informou que ela foi detida em um "resort de férias" de luxo na província costeira de Jiangsu, onde as autoridades estavam investigando seu caso. No seu pedido de desculpas ela disse "Sem as boas políticas do Partido e do país, sem o amor do povo, não haveria Fan Bingbing".

## Vida pessoal
Em 29 de maio de 2015, foi anunciado na mídia social de Li Chen que ele e Fan Bingbing estavam namorando. Em 16 de setembro de 2017, o casal ficou noivo depois que ele pediu Bingbing em casamento na sua festa de aniversário. O casal anunciou sua separação em 27 de junho de 2019. Bingbing publicou um vídeo no seu aniversário de 38 anos, o primeiro que aniversário desde seu término com Li Chen, agradecendo o apoio dos fãs durante a separação e o escândalo de evasão fiscal que danificou sua carreira; um vídeo que levou muitos fãs às lágrimas.
Bingbing é membro do Partido Comunista da China, e ela tem um irmão mais novo chamado Fan Chengcheng que é um dos membros da boy band Nine Percent e NEXT. Bingbing foi ativa em ajudar crianças com doenças cardíacas congênitas a serem examinadas. Fan ajudou mais de 340 crianças com cardiopatia congênita a receberem tratamento médico em Pequim e Xangai.

## Filmografia
| Ano  | Título                                  | Papel                     | Notas/Ref.                     |
| ---- | --------------------------------------- | ------------------------- | ------------------------------ |
| 2001 | Reunion                                 | Zhang Yanqing             | [ 105 ]                        |
| 2002 | Fall in Love at First Sight             | Jiu Jiu                   | [ 106 ]                        |
| 2002 | The Lion Roars                          | Princess Ping'an          | [ 107 ]                        |
| 2003 | Dragon Laws I: The Undercover           | Yu Feng                   | [ 108 ]                        |
| 2003 | Cell Phone                              | Wu Yue                    |                                |
| 2004 | The Twins Effect II                     | Red Vulture               | [ 109 ]                        |
| 2005 | A Chinese Tall Story                    | Princess Xiaoshan         | [ 110 ]                        |
| 2006 | A Battle of Wits                        | Yiyue                     | [ 111 ]                        |
| 2007 | The Matrimony                           | Xu Manli                  | [ 112 ]                        |
| 2007 | Call for Love                           | Chen Xiaoyu               | [ 113 ]                        |
| 2007 | Sweet Revenge                           | Cheung Yung               | [ 114 ]                        |
| 2007 | Lost in Beijing                         | Liu Pingguo               | [ 115 ]                        |
| 2007 | Flash Point                             | Julie                     | [ 116 ]                        |
| 2007 | Contract Lover                          | Liu Zao                   | [ 117 ]                        |
| 2007 | Crossed Lines                           | Ning Can/Xin Ran          | [ 118 ]                        |
| 2008 | Kung Fu Hip-Hop                         | Tina                      | [ 119 ]                        |
| 2008 | Home Run                                | Tian Cong                 | [ 120 ]                        |
| 2008 | Desires of the Heart                    | Zhang Ying                | [ 121 ]                        |
| 2009 | Shinjuku Incident                       | Lily                      |                                |
| 2009 | Sophie's Revenge                        | Joanna Wang Jingjing      |                                |
| 2009 | Wheat                                   | Li                        | [ 122 ]                        |
| 2009 | Bodyguards and Assassins                | Yueru                     |                                |
| 2010 | Future X-Cops                           | Meili / Milie             | [ 123 ]                        |
| 2010 | East Wind Rain                          | Huanyan                   | [ 124 ]                        |
| 2010 | Chongqing Blues                         | Zhu Qing                  | [ 125 ]                        |
| 2010 | Sacrifice                               | Princess Zhuang           |                                |
| 2011 | Stretch                                 | Pamsy                     |                                |
| 2011 | Shaolin                                 | Yan Xi                    | Co-produtora                   |
| 2011 | Buddha Mountain                         | Nan Feng                  |                                |
| 2011 | The Founding of a Party                 | Imperatriz Dowager Longyu |                                |
| 2011 | Mai Wei                                 | Shi-rai                   |                                |
| 2012 | Double Xposure                          | Song Qi                   |                                |
| 2012 | Lost in Thailand                        | Ela mesma                 |                                |
| 2013 | Iron Man 3                              | Wu Jiaqi                  | Participação na versão chinesa |
| 2013 | One Night Surprise                      | Michelle                  |                                |
| 2014 | X-Men: Days of Future Past              | Clarice Fong / Blink      |                                |
| 2014 | The White Haired Witch of Lunar Kingdom | Lian Nishang              |                                |
| 2015 | Ever Since We Love                      | Liu Qing                  |                                |
| 2015 | Lady of the Dynasty                     | Yang Guifei               |                                |
| 2016 | Skiptrace                               | Bai                       |                                |
| 2016 | League of Gods                          | Daji                      |                                |
| 2016 | I Am Not Madame Bovary                  | Li Xuelian                |                                |
| 2016 | L.O.R.D: Legend of Ravaging Dynasties   | Guishan Lianquan          |                                |
| 2017 | Sky Hunter                              | Zhao Yali                 |                                |
| 2017 | The Lady in the Portrait                | Empress Ula Nara          |                                |
| 2018 | The Faces of My Gene                    |                           | [ 126 ]                        |
| 2018 | Air Strike                              | Ye Peixuan                |                                |